# LIV Korpus Armijny (III Rzesza)
LIV Korpus Armijny – korpus piechoty Wehrmachtu, uczestniczył w ataku na Związek Radziecki.

## Formowanie i walki
Korpus został sformowany 1 czerwca 1941 roku na bazie sztabu Niemieckiej Misji Wojskowej w Rumunii. Uczestniczył w ataku na ZSRR, gdzie walczył przeciw Armii Czerwonej w latach 1941-1944. LIV KA w walkach na terytorium Związku Radzieckiego dowodzony był m.in. przez gen. Erika Hansena i wchodził w skład  11 Armii. Po rozbudowaniu walczył jako: Grupa Operacyjna Narwa,  Grupa Operacyjna Grasser i Grupa Operacyjna Kleffel. Przez Samuela Mitchama zwane: Zgrupowanie Armijne Narwa, Zgrupowanie Armijne Grasser i Zgrupowanie Armijne Kleffel.
W 1944 roku dowództwo LIV KA rozwiązano, jedną jego część przekazano do Holandii jako uzupełnienie tworzonego dowództwa 25 Armii, a drugą jako uzupełnienie dowództwa odtwarzanego w Gdańsku LIII korpusu Armijnego.

## Dowódcy
- gen. Erik Hansen 1.06.1941 - 19.01.1943
- gen. płk Carl Hilpert 20.01.1943 - 1.08.1943
- gen. Otto Sponheimer 1.08.1943 - do przemianowania

## Struktura organizacyjna
Skład w czasie walk z ZSRR:
- 50 Dywizja Piechoty
- 170 Dywizja Piechoty

Skład w lipcu 1943 roku:
- 21 Dywizja Piechoty
- 24 Dywizja Piechoty
- 58 Dywizja Piechoty
- 254 Dywizja Piechoty
- 4 Brygada Grenadierów Pancernych SS i Policji